# Xenochroma salsa
Xenochroma salsa är en fjärilsart som beskrevs av W. Warren 1897. Xenochroma salsa ingår i släktet Xenochroma och familjen mätare. Inga underarter finns listade i Catalogue of Life.